# Трюк-Тямти
Трюк-Тямти — село в Тюлячинском районе Татарстана. Входит в состав Верхнекибякозинского сельского поселения.

## География
Находится в северо-западной части Татарстана на расстоянии приблизительно 7 км на запад-северо-запад от районного центра села Тюлячи у речки Тямтибаш.

## История
Основано в период Казанского ханства. Упоминалось также как Починок Иски Юрт, Турук. В начале XX века отмечено наличие 2 мечетей и 2 медресе.
По сведениям переписи 1897 года, в деревне Трюк-Тямти Лаишевского уезда Казанской губернии жили 743 человека (344 мужчины и 399 женщин), из них 740 мусульман.

## Население
Постоянных жителей было: в 1782—123 души мужского пола, в 1859—718, в 1897—930, в 1908—1040, в 1920—1009, в 1926—772, в 1938—624, в 1949—539, в 1958—454, в 1970—392, в 1979—315, в 1989—196, 145 в 2002 году (татары 98 %), 113 в 2010.